# Adriano Panatta
Adriano Panatta (* 9. Juli 1950 in Rom) ist ein ehemaliger italienischer Tennisspieler.

## Leben
Panatta wuchs als Sohn des Platzwartes eines Tennisclubs auf. 1972 stand er erstmals in Gstaad in einem Einzelfinale, im selben Jahr stand er zudem im Finale von Hamburg. Im darauf folgenden Jahr errang er seinen ersten Einzel- und Doppeltitel seiner Karriere. Den größten Erfolg seiner Karriere feierte er 1976, als er die French Open in Paris gewann. Nach seinem Finalerfolg über Harold Solomon war er nach Nicola Pietrangeli der zweite Italiener, der ein Grand-Slam-Turnier gewinnen konnte. Insgesamt gewann Panatta im Laufe seiner Karriere neun Einzel- sowie 17 Doppeltitel. Seine höchste Notierung in der Tennisweltrangliste erreichte er 1976 mit Position vier im Einzel sowie 1980 mit Position 15 im Doppel.
Panatta bestritt zwischen 1970 und 1983 63 Einzel- sowie 37 Doppelpartien für die italienische Davis-Cup-Mannschaft. Seinen größten Erfolg mit der Mannschaft feierte er mit dem Gewinn des Davis Cups 1976, als er bei 17 Einsätzen im Einzel und Doppel nur zweimal unterlag.
Panatta ist der ältere Bruder des Tennisspielers Claudio Panatta.

## Erfolge
| Legende (Anzahl der Siege) |
| Grand Slam (1)             |
| Saison-Endveranstaltung    |
| Sonstige Turniere (26)     |

| ATP-Titel nach Belag |
| Hartplatz (1)        |
| Sand (19)            |
| Rasen (0)            |
| Rasen (7)            |

### Einzel

#### Turniersiege
| Nr. | Datum            | Turnier     | Belag         | Finalgegner      | Ergebnis           |
| --- | ---------------- | ----------- | ------------- | ---------------- | ------------------ |
| 1.  | 8. August 1971   | Senigallia  | Sand          | Martin Mulligan  | 6:3, 7:5, 6:1      |
| 2.  | 12. Mai 1973     | Bournemouth | Sand          | Ilie Năstase     | 6:8, 7:5, 6:3      |
| 3.  | 12. Mai 1974     | Florenz (1) | Sand          | Paolo Bertolucci | 6:3, 6:1           |
| 4.  | 13. Juli 1975    | Kitzbühel   | Sand          | Jan Kodeš        | 2:6, 6:2, 7:5, 6:4 |
| 5.  | 9. November 1975 | Stockholm   | Hartplatz (i) | Jimmy Connors    | 6:4, 6:3           |
| 6.  | 30. Mai 1976     | Rom         | Sand          | Guillermo Vilas  | 2:6, 7:6, 6:2, 7:6 |
| 7.  | 13. Juni 1976    | French Open | Sand          | Harold Solomon   | 6:1, 6:4, 4:6, 7:6 |
| 8.  | 17. April 1977   | Houston     | Sand          | Vitas Gerulaitis | 7:6, 6:7, 6:1      |
| 9.  | 29. Oktober 1978 | Tokio       | Sand          | Pat DuPré        | 6:3, 6:3           |
| 10. | 12. Mai 1980     | Florenz (2) | Sand          | Raúl Ramírez     | 6:2, 2:6, 6:4      |

#### Finalteilnahmen
| Nr. | Datum              | Turnier      | Belag       | Finalgegner     | Ergebnis                  |
| --- | ------------------ | ------------ | ----------- | --------------- | ------------------------- |
| 1.  | 11. Juni 1972      | Hamburg      | Sand        | Manuel Orantes  | 3:6, 8:9, 0:6             |
| 2.  | 16. Juli 1972      | Gstaad (1)   | Sand        | Andrés Gimeno   | 5:7, 8:9, 4:6             |
| 3.  | 1. April 1973      | Valencia     | Sand        | Manuel Orantes  | 4:6, 4:6, 3:6             |
| 4.  | 8. April 1973      | Barcelona    | Sand        | Ilie Năstase    | 1:6, 6:3, 1:6, 2:6        |
| 5.  | 15. April 1973     | Nizza        | Sand        | Manuel Orantes  | 6:7, 7:5, 6:4, 6:7, 10:12 |
| 6.  | 29. April 1973     | Madrid       | Sand        | Ilie Năstase    | 3:6, 6:7, 7:5, 1:6        |
| 7.  | 6. Mai 1973        | Florenz      | Sand        | Ilie Năstase    | 3:6, 6:3, 6:0, 6:7, 4:6   |
| 8.  | 14. Juli 1974      | Båstad       | Sand        | Björn Borg      | 3:6, 0:6, 7:6, 3:6        |
| 9.  | 6. Oktober 1975    | Madrid       | Sand        | Jan Kodeš       | 2:6, 6:3, 6:7, 2:6        |
| 10. | 19. Oktober 1975   | Barcelona    | Sand        | Björn Borg      | 6:1, 6:7, 3:6, 2:6        |
| 11. | 16. November 1975  | Buenos Aires | Sand        | Guillermo Vilas | 1:6, 4:6, 4:6             |
| 12. | 11. Juli 1976      | Gstaad (2)   | Sand        | Raúl Ramírez    | 5:7, 7:6, 1:6, 3:6        |
| 13. | 28. Mai 1978       | Rom          | Sand        | Björn Borg      | 6:1, 3:6, 1:6, 6:4, 3:6   |
| 14. | 26. November 1978  | Bologna      | Teppich (i) | Peter Fleming   | 2:6, 6:7                  |
| 15. | 22. September 1980 | Genf         | Sand        | Balázs Taróczy  | 3:6, 2:6                  |
| 16. | 27. Oktober 1980   | Paris        | Sand        | Brian Gottfried | 6:4, 3:6, 1:6, 6:7        |

### Doppel

#### Turniersiege
| Nr. | Datum             | Turnier      | Belag         | Doppelpartner      | Finalgegner                          | Ergebnis        |
| --- | ----------------- | ------------ | ------------- | ------------------ | ------------------------------------ | --------------- |
| 1.  | 6. Mai 1973       | Florenz (1)  | Sand          | Paolo Bertolucci   | Juan Gisbert Ilie Năstase            | 6:3, 6:4        |
| 2.  | 12. Mai 1974      | Florenz (2)  | Sand          | Paolo Bertolucci   | Róbert Machán Balázs Taróczy         | 6:3, 3:6, 6:4   |
| 3.  | 14. Juli 1974     | Båstad       | Sand          | Paolo Bertolucci   | Ove Bengtson Björn Borg              | 3:6, 6:2, 6:4   |
| 4.  | 12. Februar 1975  | Bologna      | Teppich (i)   | Paolo Bertolucci   | Arthur Ashe Tom Okker                | 6:3, 3:6, 6:3   |
| 5.  | 8. März 1975      | London       | Teppich (i)   | Paolo Bertolucci   | Jürgen Faßbender Hans-Jürgen Pohmann | 6:3, 6:4        |
| 6.  | 13. Juli 1975     | Kitzbühel    | Sand          | Paolo Bertolucci   | Patrice Dominguez François Jauffret  | 6:2, 6:2, 7:6   |
| 7.  | 16. November 1975 | Buenos Aires | Sand          | Paolo Bertolucci   | Jürgen Faßbender Hans-Jürgen Pohmann | 7:6, 6:7, 6:4   |
| 8.  | 20. März 1977     | St. Louis    | Teppich (i)   | Ilie Năstase       | Vijay Amritraj Dick Stockton         | 6:4, 3:6, 7:66  |
| 9.  | 3. April 1977     | London       | Teppich (i)   | Ilie Năstase       | Mark Cox Eddie Dibbs                 | 7:65, 6:73, 6:3 |
| 10. | 17. April 1977    | Houston      | Teppich (i)   | Ilie Năstase       | John Alexander Phil Dent             | 6:3, 6:4        |
| 11. | 21. Mai 1978      | Florenz (3)  | Sand          | Corrado Barazzutti | Mark Edmondson John Marks            | 6:3, 6:7, 6:3   |
| 12. | 20. Mai 1979      | Florenz (4)  | Sand          | Paolo Bertolucci   | Ivan Lendl Pavel Složil              | 6:4, 6:3        |
| 13. | 14. Oktober 1979  | Barcelona    | Sand          | Paolo Bertolucci   | Carlos Kirmayr Cássio Motta          | 6:4, 6:3        |
| 14. | 31. März 1980     | Monte Carlo  | Sand          | Paolo Bertolucci   | Vitas Gerulaitis John McEnroe        | 6:2, 5:7, 6:3   |
| 15. | 27. Oktober 1980  | Paris        | Sand          | Paolo Bertolucci   | Brian Gottfried Raymond Moore        | 6:4, 6:4        |
| 16. | 16. März 1981     | Nancy        | Hartplatz (i) | Ilie Năstase       | John Feaver Jiří Hřebec              | 6:4, 2:6, 6:4   |
| 17. | 10. Mai 1982      | Florenz (5)  | Sand          | Paolo Bertolucci   | Sammy Giammalva Tony Giammalva       | 7:6, 6:1        |

#### Finalteilnahmen
| Nr. | Datum              | Turnier            | Belag       | Doppelpartner      | Finalgegner                          | Ergebnis           |
| --- | ------------------ | ------------------ | ----------- | ------------------ | ------------------------------------ | ------------------ |
| 1.  | 2. Februar 1975    | Richmond           | Teppich (i) | Paolo Bertolucci   | Hans Kary Fred McNair                | 6:76, 7:5, 6:76    |
| 2.  | 23. Februar 1975   | Barcelona          | Teppich (i) | Paolo Bertolucci   | Arthur Ashe Tom Okker                | 5:7, 1:6           |
| 3.  | 26. April 1976     | Stockholm          | Teppich (i) | Tom Okker          | Alex Metreweli Ilie Năstase          | 4:6, 5:7           |
| 4.  | 11. Juli 1976      | Gstaad             | Sand        | Paolo Bertolucci   | Jürgen Faßbender Hans-Jürgen Pohmann | 5:7, 3:6, 3:6      |
| 5.  | 13. Februar 1977   | Mexiko-Stadt       | Teppich (i) | Ilie Năstase       | Wojciech Fibak Tom Okker             | 2:6, 3:6           |
| 6.  | 24. April 1977     | Charlotte          | Sand        | Corrado Barazzutti | Tom Okker Ken Rosewall               | 1:6, 6:3, 6:72     |
| 7.  | 8. Mai 1977        | WCT Doubles Finals | Teppich (i) | Vitas Gerulaitis   | Vijay Amritraj Dick Stockton         | 6:7, 6:7, 6:4, 3:6 |
| 8.  | 29. April 1979     | Las Vegas          | Hartplatz   | Raúl Ramírez       | Marty Riessen Sherwood Stewart       | 6:4, 4:6, 6:77     |
| 9.  | 12. Mai 1980       | Florenz (1)        | Sand        | Paolo Bertolucci   | Gene Mayer Raúl Ramírez              | 1:6, 4:6           |
| 10. | 11. Mai 1981       | Florenz (2)        | Sand        | Paolo Bertolucci   | Raúl Ramírez Pavel Složil            | 3:6, 6:3, 3:6      |
| 11. | 16. September 1984 | Palermo            | Sand        | Henrik Sundström   | Tomáš Šmíd Blaine Willenborg         | 7:6, 3:6, 0:6      |